# 제3차 고이즈미 내각
제3차 고이즈미 내각(일본어: 第3次小泉内閣)은  고이즈미 준이치로가 제89대 내각총리대신으로 임명되어, 2005년 9월 21일부터 2005년 10월 31일까지 존재한 일본의 내각이다.
우정 민영화 관련 6개 법안이 부결되자 중의원이 해산되었다가, 2005년 9월 11일의 제44회 일본 중의원 의원 총선거에서 자민당이 승리하면서 제2차 고이즈미 내각 개조내각의 각료가 모두 유임되었다.

## 각료 명단
내각부 특명담당대신에 대해서는 그 담당을 괄호 내에 기술하였다. 내각부 이외의 다른 성청(내각관방 포함)의 특명사항을 담당하는 국무대신의 직무는 꺾은 괄호(〈〉) 내에 기술하였다.
| 내각총리대신                                                                                  | 내각총리대신                                                                                  | 고이즈미 준이치로   |
|                                                                                               | 내각총리대신 보좌관 (도시재생 담당)                                                           | 마키노 도오루       |
| 내각총리대신 보좌관 (우정민영화 담당)                                                         | 와타나베 요시아키                                                                             |                     |
| 총무대신 〈국민 스포츠 담당〉                                                                 | 총무대신 〈국민 스포츠 담당〉                                                                 | 아소 다로           |
| 법무대신 내각부 특명담당대신 (청소년육성 및 저출산 대책 담당)                                 | 법무대신 내각부 특명담당대신 (청소년육성 및 저출산 대책 담당)                                 | 노오노 지에코       |
| 외무대신                                                                                      | 외무대신                                                                                      | 마치무라 노부타카   |
| 재무대신                                                                                      | 재무대신                                                                                      | 다니가키 사다카즈   |
| 문부과학대신 국립국회도서관 연락조정위원회 위원                                               | 문부과학대신 국립국회도서관 연락조정위원회 위원                                               | 나카야마 나리아키   |
| 후생노동대신                                                                                  | 후생노동대신                                                                                  | 아쓰지 히데히사     |
| 농림수산대신                                                                                  | 농림수산대신                                                                                  | 이와나가 미네이치   |
| 경제산업대신 〈국제박람회 담당〉                                                              | 경제산업대신 〈국제박람회 담당〉                                                              | 나카가와 쇼이치     |
| 국토교통대신 〈수도기능이전, 관광입국 담당〉                                                  | 국토교통대신 〈수도기능이전, 관광입국 담당〉                                                  | 기타가와 가즈오     |
| 환경대신 내각부 특명담당대신 (오키나와 및 북방대책 담당) 〈지구환경문제 담당〉                | 환경대신 내각부 특명담당대신 (오키나와 및 북방대책 담당) 〈지구환경문제 담당〉                | 고이케 유리코       |
| 내각관방장관 내각부 특명담당대신 (남녀공동참여 담당)                                          | 내각관방장관 내각부 특명담당대신 (남녀공동참여 담당)                                          | 호소다 히로유키     |
|                                                                                               | 내각관방 부장관                                                                               | 스기우라 세이켄     |
| 내각관방 부장관                                                                               | 야마자키 마사아키                                                                             |                     |
| 내각관방 부장관                                                                               | 후타하시 마사히로                                                                             |                     |
| 내각위기관리감                                                                                | 노다 다케시                                                                                   |                     |
| 내각법제국 장관                                                                               | 사카다 마사히로                                                                               |                     |
| 국가공안위원회 위원장 내각부 특명담당대신 (방재담당) 〈유사법제 담당〉                        | 국가공안위원회 위원장 내각부 특명담당대신 (방재담당) 〈유사법제 담당〉                        | 무라타 요시타카     |
| 방위청 장관                                                                                   | 방위청 장관                                                                                   | 오노 요시노리       |
| 내각부 특명담당대신 (금융 담당)                                                               | 내각부 특명담당대신 (금융 담당)                                                               | 이토 다쓰야         |
| 내각부 특명담당대신 (경제재정정책 담당) 〈우정민영화 담당〉                                   | 내각부 특명담당대신 (경제재정정책 담당) 〈우정민영화 담당〉                                   | 다케나카 헤이조     |
| 내각부 특명담당대신 (규제개혁, 산업재생기구 담당) 〈행정개혁, 구조개혁특구 및 지역재생 담당〉 | 내각부 특명담당대신 (규제개혁, 산업재생기구 담당) 〈행정개혁, 구조개혁특구 및 지역재생 담당〉 | 무라카미 세이이치로 |
| 내각부 특명담당대신 (과학기술정책, 식품안전, 식육 담당) 〈정보통신기술(IT) 담당〉             | 내각부 특명담당대신 (과학기술정책, 식품안전, 식육 담당) 〈정보통신기술(IT) 담당〉             | 다나하시 야스후미   |

※내각총리대신 임시대리 취임 예정 순위 - 제1순위 호소다 히로유키, 제2순위 다니가키 사다카즈, 제3순위 아소 다로, 제4순위 나카가와 쇼이치, 제5순위 마치무라 노부타카

## 같이 보기
- 일본의 역대 내각